# Anthidiellum otavicum
Anthidiellum otavicum är en biart som först beskrevs av Cockerell 1936.  Anthidiellum otavicum ingår i släktet Anthidiellum och familjen buksamlarbin. Inga underarter finns listade i Catalogue of Life.